# Estland i olympiska sommarspelen 2008
Estland i olympiska sommarspelen 2008 bestod av 47 idrottare som blivit uttagna av Estlands olympiska kommitté.

## Badminton
- Huvudartikel: Badminton vid olympiska sommarspelen 2008
- Herrar

| Namn      | Gren   | 32-delsfinal                   | 16-delsfinal     | 8-delsfinal      | Kvartsfinal      | Semifinal        | Final    | Final |
| Namn      | Gren   | Resultat                       | Resultat         | Resultat         | Resultat         | Resultat         | Resultat | Plats |
| --------- | ------ | ------------------------------ | ---------------- | ---------------- | ---------------- | ---------------- | -------- | ----- |
| Raul Must | Singel | Wacha (POL) 0-2 (14-21, 15-21) | Gick inte vidare | Gick inte vidare | Gick inte vidare | Gick inte vidare |          |       |

- Damer

| Namn         | Gren   | 32-delsfinal                          | 16-delsfinal     | 8-delsfinal      | Kvartsfinal      | Semifinal        | Final    | Final |
| Namn         | Gren   | Resultat                              | Resultat         | Resultat         | Resultat         | Resultat         | Resultat | Plats |
| ------------ | ------ | ------------------------------------- | ---------------- | ---------------- | ---------------- | ---------------- | -------- | ----- |
| Kati Tolmoff | Singel | Magee (IRL) 1-2 (21-18, 18-21, 19-21) | Gick inte vidare | Gick inte vidare | Gick inte vidare | Gick inte vidare |          |       |

## Cykling
- Huvudartikel: Cykling vid olympiska sommarspelen 2008

### Landsväg
Herrar
| Cyklist       | Gren      | Tid                   | Placering |
| ------------- | --------- | --------------------- | --------- |
| Tanel Kangert | Linjelopp | 6:36:48 (+12:59)      | 69        |
| Rein Taaramäe | Linjelopp | 6:30:49 (+7:00)       | 48        |
| Rein Taaramäe | Tempolopp | 1:05:47.33 (+3:35.90) | 17        |

Damer
| Cyklist      | Gren      | Tid              | Placering |
| ------------ | --------- | ---------------- | --------- |
| Grete Treier | Linjelopp | 3:33:17 (+00:53) | 30        |

### Bana
Sprint
| Cyklist        | Gren             | Kvalificering | Kvalificering | 1/16-final (uppsamling)   | 1/8-final (uppsamling)    | Kvartsfinal               | Semifinal                 | Final (5–12:e plats)      | Final (5–12:e plats) |
| Cyklist        | Gren             | Tid hastighet | Placering     | Motståndare Tid Hastighet | Motståndare Tid Hastighet | Motståndare Tid Hastighet | Motståndare Tid Hastighet | Motståndare Tid Hastighet | Placering            |
| -------------- | ---------------- | ------------- | ------------- | ------------------------- | ------------------------- | ------------------------- | ------------------------- | ------------------------- | -------------------- |
| Daniel Novikov | Herrarnas sprint | 11.187s       | 21            | Gick inte vidare          | Gick inte vidare          | Gick inte vidare          | Gick inte vidare          | Gick inte vidare          | 21                   |

## Friidrott
- Huvudartikel: Friidrott vid olympiska sommarspelen 2008

Förkortningar
- Noteringar – Placeringarna avser endast löparens eget heat
- Q = Kvalificerad till nästa omgång
- q = Kvalificerade sig till nästa omgång som den snabbaste idrottaren eller, i fältgrenarna, via placering utan att uppnå kvalgränsen.
- NR = Nationellt rekord
- N/A = Omgången ingick inte i grenen
- Bye = Idrottaren behövde inte delta i denna omgång

Herrar
Bana och landsväg
| Idrottare      | Gren    | Heat       | Heat      | Semifinal        | Semifinal        | Final            | Final            |
| Idrottare      | Gren    | Resultat   | Placering | Resultat         | Placering        | Resultat         | Placering        |
| -------------- | ------- | ---------- | --------- | ---------------- | ---------------- | ---------------- | ---------------- |
| Tiidrek Nurme  | 1 500 m | 3:38.59 NR | 9         | Gick inte vidare | Gick inte vidare | Gick inte vidare | Gick inte vidare |
| Pavel Loskutov | Maraton | i.u.       | i.u.      | i.u.             | i.u.             | 2:39:01          | 75               |

Fältgrenar
| Idrottare          | Gren           | Kval    | Kval      | Final            | Final            |
| Idrottare          | Gren           | Distans | Placering | Distans          | Placering        |
| ------------------ | -------------- | ------- | --------- | ---------------- | ---------------- |
| Märt Israel        | Diskuskastning | 61.98   | 14        | Gick inte vidare | Gick inte vidare |
| Gerd Kanter        | Diskuskastning | 64.66   | 5 Q       | 68.82            | 1                |
| Mihkel Kukk        | Spjutkastning  | 75.56   | 21        | Gick inte vidare | Gick inte vidare |
| Taavi Peetre       | Kulstötning    | 19.57   | 26        | Gick inte vidare | Gick inte vidare |
| Aleksander Tammert | Diskuskastning | 63.10   | 10 q      | 61.38            | 12               |

Kombinerade grenar – Tiokamp
| Idrottare     | Gren     | 100 m | LJ   | SP    | HJ   | 400 m | 110H  | DT    | PV   | JT    | 1500 m  | Final | Placering |
| ------------- | -------- | ----- | ---- | ----- | ---- | ----- | ----- | ----- | ---- | ----- | ------- | ----- | --------- |
| Mikk Pahapill | Resultat | 11.15 | 7.04 | 14.36 | 2.11 | 50.90 | 14.51 | 49.35 | 4.80 | 67.07 | 4:47.03 | 8178  | 11        |
| Mikk Pahapill | Poäng    | 827   | 823  | 750   | 906  | 774   | 910   | 857   | 849  | 845   | 637     | 8178  | 11        |
| Andres Raja   | Resultat | 10.89 | 7.29 | 14.79 | 1.96 | 48.98 | 14.06 | 39.83 | 4.80 | 67.16 | 4:49.60 | 8118  | 13        |
| Andres Raja   | Poäng    | 885   | 883  | 777   | 767  | 862   | 967   | 661   | 849  | 846   | 621     | 8118  | 13        |

Damer
Fältgrenar
| Idrottare        | Gren          | Kval  | Kval      | Final            | Final            |
| Idrottare        | Gren          | Längd | Placering | Längd            | Placering        |
| ---------------- | ------------- | ----- | --------- | ---------------- | ---------------- |
| Moonika Aava     | Spjutkastning | 56.94 | 26        | Gick inte vidare | Gick inte vidare |
| Ksenija Balta    | Längdhopp     | 6.38  | 27        | Gick inte vidare | Gick inte vidare |
| Anna Iljuštšenko | Höjdhopp      | 1.89  | 21        | Gick inte vidare | Gick inte vidare |
| Kaire Leibak     | Tresteg       | 14.19 | 11 q      | 14.13            | 10               |

Kombinerade grenar – Sjukamp
| Mångkampare | Gren     | 100H  | HJ   | SP    | 200 m | LJ   | JT    | 800 m   | Final | Placering |
| ----------- | -------- | ----- | ---- | ----- | ----- | ---- | ----- | ------- | ----- | --------- |
| Kaie Kand   | Resultat | 14.47 | 1.65 | 12.91 | 25.49 | 5.75 | 42.51 | 2:13.36 | 5677  | 33*       |
| Kaie Kand   | Poäng    | 913   | 795  | 721   | 842   | 774  | 716   | 916     | 5677  | 33*       |

## Fäktning
- Huvudartikel: Fäktning vid olympiska sommarspelen 2008

Herrar
| Idrottare          | Gren                | Omgång 1           | Sextondelsfinal       | Åttondelsfinal    | Kvartsfinal       | Semifinal         | Final / BM        | Final / BM       |
| Idrottare          | Gren                | Motståndare Poäng  | Motståndare Poäng     | Motståndare Poäng | Motståndare Poäng | Motståndare Poäng | Motståndare Poäng | Placering        |
| ------------------ | ------------------- | ------------------ | --------------------- | ----------------- | ----------------- | ----------------- | ----------------- | ---------------- |
| Nikolai Novosjolov | Värja, individuellt | Nabil (EGY) W 15–8 | Jeannet (FRA) L 14–15 | Gick inte vidare  | Gick inte vidare  | Gick inte vidare  | Gick inte vidare  | Gick inte vidare |

## Gymnastik
- Huvudartikel: Gymnastik vid olympiska sommarspelen 2008

### Rytmisk gymnastik
| Gymnast      | Gren         | Kval   | Kval     | Kval   | Kval   | Kval   | Kval      | Final            | Final            | Final            | Final            | Final            | Final            |
| Gymnast      | Gren         | Rep    | Tunnband | Käglor | Band   | Total  | Placering | Rep              | Tunnband         | Käglor           | Band             | Totalt           | Placering        |
| ------------ | ------------ | ------ | -------- | ------ | ------ | ------ | --------- | ---------------- | ---------------- | ---------------- | ---------------- | ---------------- | ---------------- |
| Irina Kikkas | Individuellt | 15.650 | 15.225   | 15.700 | 16.200 | 62.775 | 20        | Gick inte vidare | Gick inte vidare | Gick inte vidare | Gick inte vidare | Gick inte vidare | Gick inte vidare |

## Judo
Herrar
| Idrottare    | Gren               | Inledande omgång     | Sextondelsfinal           | Åttondelsfinal              | Kvartsfinal          | Semifinal            | Återkval 1           | Återkval 2           | Återkval 3           | Final / BM           | Final / BM       |
| Idrottare    | Gren               | Motståndare Resultat | Motståndare Resultat      | Motståndare Resultat        | Motståndare Resultat | Motståndare Resultat | Motståndare Resultat | Motståndare Resultat | Motståndare Resultat | Motståndare Resultat | Placering        |
| ------------ | ------------------ | -------------------- | ------------------------- | --------------------------- | -------------------- | -------------------- | -------------------- | -------------------- | -------------------- | -------------------- | ---------------- |
| Martin Padar | Tungvikt (+100 kg) | BYE                  | Kim S-B (KOR) W 1100–0000 | Schlitter (BRA) L 0000–0010 | Gick inte vidare     | Gick inte vidare     | Gick inte vidare     | Gick inte vidare     | Gick inte vidare     | Gick inte vidare     | Gick inte vidare |

## Rodd
Herrar
| Idrottare                                            | Gren          | Heat    | Heat      | Återkval | Återkval  | Kvartsfinal | Kvartsfinal | Semifinal | Semifinal | Final   | Final     | Final |
| Idrottare                                            | Gren          | Tid     | Placering | Tid      | Placering | Tid         | Placering   | Tid       | Placering | Tid     | Placering |       |
| ---------------------------------------------------- | ------------- | ------- | --------- | -------- | --------- | ----------- | ----------- | --------- | --------- | ------- | --------- | ----- |
| Andrei Jämsä                                         | Singelsculler | 7:48,20 | 4 QF      | i.u.     | i.u.      | 7:05,48     | 4 SC/D      | 7:16,38   | 2 FC      | 7:19,60 | 17        |       |
| Tõnu Endrekson Jüri Jaanson                          | Dubbelsculler | 6:27,95 | 3 SA/B    | BYE      | BYE       | i.u.        | i.u.        | 6:21,11   | 2 FA      | 6:29,05 | 2         |       |
| Igor Kuzmin Vladimir Latin Allar Raja Kaspar Taimsoo | Scullerfyra   | 5:42,22 | 4 R       | 6:01,46  | 1 SA/B    | i.u.        | i.u.        | 5:54,57   | 4 FB      | 5:48,12 | 9         |       |

## Segling
Herrar
| Seglare       | Gren  | Lopp | Lopp | Lopp | Lopp | Lopp | Lopp | Lopp | Lopp | Lopp | Lopp | Lopp | Summerad poäng | Finalplacering |
| Seglare       | Gren  | 1    | 2    | 3    | 4    | 5    | 6    | 7    | 8    | 9    | 10   | M*   | Summerad poäng | Finalplacering |
| ------------- | ----- | ---- | ---- | ---- | ---- | ---- | ---- | ---- | ---- | ---- | ---- | ---- | -------------- | -------------- |
| Johannes Ahun | RS:X  | 35   | 34   | 32   | 34   | 31   | 30   | 29   | 25   | 30   | 28   | EL   | 273            | 33             |
| Deniss Karpak | Laser | 16   | 20   | 41   | 37   | 38   | 2    | 4    | 35   | 14   | CAN  | EL   | 166            | 25             |

M = Medaljlopp; EL = Eliminerad – gick inte vidare till medaljloppet;

## Simning
- Huvudartikel: Simning vid olympiska sommarspelen 2008

## Skytte
- Huvudartikel: Skytte vid olympiska sommarspelen 2008

## Tennis
| Spelare               | Gren      | Omgång 1                       | Omgång 2                             | Åttondelsfinaler           | Kvartsfinaler     | Semifinaler       | Final / BM        | Final / BM       |
| Spelare               | Gren      | Motståndare Poäng              | Motståndare Poäng                    | Motståndare Poäng          | Motståndare Poäng | Motståndare Poäng | Motståndare Poäng | Placering        |
| --------------------- | --------- | ------------------------------ | ------------------------------------ | -------------------------- | ----------------- | ----------------- | ----------------- | ---------------- |
| Maret Ani             | Damsingel | Šafářová (CZE) L 4–6, 2–6      | Gick inte vidare                     | Gick inte vidare           | Gick inte vidare  | Gick inte vidare  | Gick inte vidare  | Gick inte vidare |
| Kaia Kanepi           | Damsingel | Pennetta (ITA) W 6–2, 7–6(8–6) | Razzano (FRA) W 6–4, 7–5             | Li N (CHN) L 6–4, 2–6, 0–6 | Gick inte vidare  | Gick inte vidare  | Gick inte vidare  | Gick inte vidare |
| Maret Ani Kaia Kanepi | Damdubbel | i.u.                           | Azarenka / Pouttjek (BLR) L 2–6, 2–6 | Gick inte vidare           | Gick inte vidare  | Gick inte vidare  | Gick inte vidare  | Gick inte vidare |

## Triathlon
| Triathlet    | Gren                | Simning (1,5 km) | Trans 1 | Cykling (40 km) | Trans 2 | Löpning (10 km) | Total tid  | Placering |
| ------------ | ------------------- | ---------------- | ------- | --------------- | ------- | --------------- | ---------- | --------- |
| Marko Albert | Herrarnas triathlon | 18:09            | 0:29    | 59:12           | 0:29    | 35:54           | 1:54:13,58 | 41        |

## Volleyboll
- Huvudartikel: Volleyboll vid olympiska sommarspelen 2008